# KT Eridani
KT Eridani eller Nova Eridani 2009 var en nova i stjärnbilden Eridanus. Den upptäcktes den 25 november 2009 av K. Itagaki i prefekturen Yamagata, Japan. Novan tilldrog sig forskarnas intresse för sitt oväntat snabba avklingande från maximum. 
I de flesta novasystem samlar en vit dvärg materia från en stjärna i huvudserien. KT Eridani däremot har förmodligen en röd jättestjärna som följeslagare.